# Saint-Agnan-le-Malherbe
Saint-Agnan-le-Malherbe ist eine ehemalige französische Gemeinde mit zuletzt 127 Einwohnern (Stand: 1. Januar 2019) im Département Calvados in der Region Normandie.
Am 1. Januar 2016 wurde Saint-Agnan-le-Malherbe im Zuge einer Gebietsreform zusammen mit der benachbarten ehemaligen Gemeinde Banneville-sur-Ajon als Commune déléguée in die neue Gemeinde und Commune nouvelle Malherbe-sur-Ajon eingegliedert.

## Geografie
Saint-Agnan-le-Malherbe liegt rund 24 Kilometer südwestlich von Caen. An das Gebiet des Ortsteils grenzen Banneville-sur-Ajon, ebenfalls Teil Malherbe-sur-Ajons, im Norden, Maisoncelles-sur-Ajon im Nordosten, Courvaudon in östlicher, südöstlicher wie auch südlicher Richtung, Aunay-sur-Odon im Südwesten, Bauquay im Westen sowie Le Mesnil-au-Grain im Nordwesten.

## Bevölkerungsentwicklung
| Jahr                             | 1793 | 1836 | 1876 | 1926 | 1946 | 1968 | 1990 | 2013 |
| Einwohner                        | 292  | 240  | 207  | 137  | 114  | 121  | 102  | 111  |
| Quelle: Cassini, EHESS und INSEE |      |      |      |      |      |      |      |      |

## Sehenswürdigkeiten
- Kirche Saint-Agnan aus dem 18. Jahrhundert